# Aue am Berg
Aue am Berg ist eine Ortslage des Stadtteils Beulwitz der Stadt Saalfeld im Landkreis Saalfeld-Rudolstadt in Thüringen.

## Geografie
Aue am Berg ist über die Landesstraße 2383 mit Saalfeld und Umgebung verbunden. Die Gemarkung der Ortslage ist stark kupiert und ist zu den Vorgebirgslagen des Thüringer Waldes einzuordnen.

## Geschichte
Die urkundlich dokumentierte Ersterwähnung von Aue am Berg fand am 1. März 1282 statt. Am 1. Juli 1950 wurde Aue am Berg nach Beulwitz eingemeindet.

## Wirtschaft
Haupterwerbszweig in der Ortslage Aue am Berg in Saalfeld/Saale ist die Landwirtschaft in den Vorgebirgslagen des Thüringer Waldes.

## Sehenswürdigkeiten
- Dorfkirche Aue am Berg